# Tuc Watkins
Charles Curtis „Tuc” Watkins III (ur. 2 września 1966 w Kansas City) – amerykański aktor telewizyjny i filmowy.

## Życiorys

### Wczesne lata
Urodził się w Kansas City w stanie Kansas jako syn fotografki i Charlesa Curtisa Watkinsa II, sprzedawcy.  Wychowywał się z młodszą siostrą Courtney (ur. 1968). Po ukończeniu Parkway West High School w St. Louis w stanie Missouri, uczęszczał na Indiana University. 

### Kariera
W 1994 został zaangażowany do swojej pierwszej roli telewizyjnej Trumana Davida Bradleya Vickersa w operze mydlanej ABC Tylko jedno życie (One Life to Live). W 1996 opuścił tę produkcję, zastąpił aktora Roba Youngblooda i wystąpił w operze mydlanej ABC Szpital miejski (General Hospital, 1996–1997) jako doktor Pierce Dorman. Jesienią 1997 brał udział w produkcji komedii Chyba tak... (I Think I Do), w której zagrał męskiego i przystojnego gwiazdora telewizji, w życiu prywatnym związanego ze scenarzystą. Pojawił się jako Malcolm Laffley w sitcomie Showtime Żebracy nie mają wyboru (Beggars and Choosers, 1999–2001) oraz w serialach: FOX Melrose Place, ABC Nowojorscy gliniarze (NYPD Blue), HBO Sześć stóp pod ziemią (Six Feet Under) i CBS CSI: Kryminalne zagadki Las Vegas (CSI: Crime Scene Investigation).
Od października 2007 do maja 2012 grał homoseksualnego Boba Huntera w serialu Gotowe na wszystko (Desperate Housewives).
Jest laureatem nagrody Soap Opera Digest Award. Przyznano mu ją w 1996 za rolę w serialu Tylko jedno życie (One Life to Live). Ponadto dwukrotnie nominowano go tego lauru w 2005.

## Życie prywatne
26 kwietnia 2013 przyznał się w talk show Marie prowadzonym przez Marie Osmond, że jest homoseksualnym samotnym tatą, odkąd surogatka urodziła mu bliźniaki, Catchen i Curtisa. W 2019 związał się z Andrew Rannellsem.

## Filmografia

### Filmy
- 1992: Mała siostrzyczka (Little Sister) jako Ted Armstrong
- 1997: Chyba tak... (I Think I Do) jako Sterling Scott
- 1998: Cienka różowa linia (The Thin Pink Line) jako Ted
- 1999: Mumia (The Mummy) jako pan Burns
- 1999: Przestań tańczyć (Can't Stop Dancing) jako Reuben Clairmont
- 2002: Inwazja (Infested) jako Carl
- 2006: Dobry agent (The Good Shepherd) jako oficer techniczny

### Filmy TV
- 2000: Cud na drugim torze (Miracle in Lane 2) jako Bóg/Bobby Wade
- 2006: 13 grobów (13 Graves) jako Lawrence
- 2008: Point View Terrace jako Freddy Hayes

### Seriale TV
- 1990: Dzieciaki, kłopoty i my (Growing Pains) jako trener
- 1990: Get a Life jako Sapphire
- 1991: Harry i Hendersonowie (Harry and the Hendersons) jako Marcel
- 1991: Siostry (Sisters) jako Brad
- 1992: Krawędź (The Edge)
- 1992: Santa Barbara jako Reggie
- 1992: Słoneczny patrol (Baywatch) jako Gary
- 1992: Sibs
- 1992: Siostry (Sisters) jako Brad
- 1993: Melrose Place jako Tom Brooks
- 1994–1996: Tylko jedno życie (One Life to Live) jako David Vickers
- 1996: Wysoka fala (High Tide) jako Shane Wilson
- 1996–1997: Szpital miejski (General Hospital) jako Pierce Dorman #2
- 1997: C-16: FBI jako Jimmy Rooney
- 1997: Jedwabne pończoszki (Silk Stalkings) jako agent specjalny Sidley
- 1998: C-16: FBI jako Jimmy Rooney
- 1999–2001: Żebracy nie mają wyboru (Beggars and Choosers) jako Malcolm Laffley
- 2000: Nowojorscy gliniarze (NYPD Blue) jako Derrick
- 2001: Sprawy rodzinne 2 (Family Law) jako Sean Santoro
- 2001–2008: Tylko jedno życie (One Life to Live) jako David Vickers
- 2002: CSI: Kryminalne zagadki Las Vegas (CSI: Crime Scene Investigation) jako Marcus Remmick
- 2002: Sześć stóp pod ziemią (Six Feet Under) jako Trevor
- 2005: Wszystkie moje dzieci (All My Children) jako David Vickers
- 2007: Dowody zbrodni (Cold Case) jako Felton Metz '38 (4 listopada)
- 2007: Drobne dokonania Jackie Woodman (The Minor Accomplishments of Jackie Woodman)
- 2007–2012: Gotowe na wszystko (Desperate Housewives) jako Bob Hunter
- 2012: Zbrodnie Palm Glade jako dr Brett Denning
- 2012: Dzidzitata jako Hank
- 2012: Franklin & Bash jako Lance
- 2012–2014: Parks and Recreation jako Pistol Pete
- 2013: Jeden gniewny Charlie jako Jeff
- 2013: Bob’s Burgers jako rzeźnik
- 2014: Inna (Awkward) jako Joe Miller
- 2016: U nas w Filadelfii jako Scott